# ينغجة (شاهين دج)
ينغجة هي قرية في مقاطعة شاهين دج، إيران. عدد سكان هذه القرية هو 327 في سنة 2006.